# Массони, Филипп
Фили́пп Массони́ (фр. Philippe Massoni; 13 января 1936 — 14 февраля 2015) — французский политический и государственный деятель, с 2002 года личный представитель в Андорре президента Франции, являющегося одним из двух глав государств в княжестве. До назначения руководил полицией Парижа.

## Биография
- С 1962 года — комиссар полиции.
- С 1976 года — референт кабинета премьер-министра Франции Жака Ширака.
- 1976—1980 — референт кабинета премьер-министра Франции Раймона Барра.
- 1980—1986 — директор технической службы Префектуры полиции Парижа.
- С апреля 1986 года — заместитель директора кабинета Робера Пандро, министра-делегата по вопросам безопасности.
- С мая 1986 года — директор Службы общей информации.
- С 1987 года — префект.
- С 1993 года — директор кабинета государственного министра и министра внутренних дел и устройства территорий Шарля Паскуа.
- С апреля 1993 года по март 2001 года — префект полиции Парижа.
- С 28 марта 2001 года по 23 сентября 2004 года — государственный советник.
- С октября 2001 года референт президента Франции по вопросам внутренней безопасности.
- С 26 июля 2002 года по 6 июня 2007 года личный представитель французского сокнязя в Андорре.
- С 7 сентября 2004 года — член Экономического и социального совета.

## Награды
- Командор ордена Почётного легиона (декрет президента Франции от 31 декабря 1999 года)[2].
- Офицер ордена Почётного легиона (декрет президента Франции от 31 декабря 1993 года)[3].
- Кавалер ордена Почётного легиона (декрет президента Франции от 13 марта 1984 года).
- Орден «Мадарский всадник» I степени с мечами (9 января 1995 года, Болгария)[4]